# Nîjnie Zaprudne, Alușta
Nîjnie Zaprudne (în ucraineană Нижнє Запрудне) este un sat în comuna Malîi Maiak din orașul regional Alușta, Republica Autonomă Crimeea, Ucraina.

## Demografie
Componența lingvistică a localității Nîjnie Zaprudne
     Rusă (82,22%)
     Ucraineană (13,33%)
     Tătară crimeeană (1,11%)
     Română (1,11%)
     Belarusă (1,11%)
Conform recensământului din 2001, majoritatea populației localității Nîjnie Zaprudne era vorbitoare de rusă (82,22%), existând în minoritate și vorbitori de ucraineană (13,33%), tătară crimeeană (1,11%), română (1,11%) și belarusă (1,11%).